# Cerkiew Świętych Apostołów Piotra i Pawła w Kobryniu

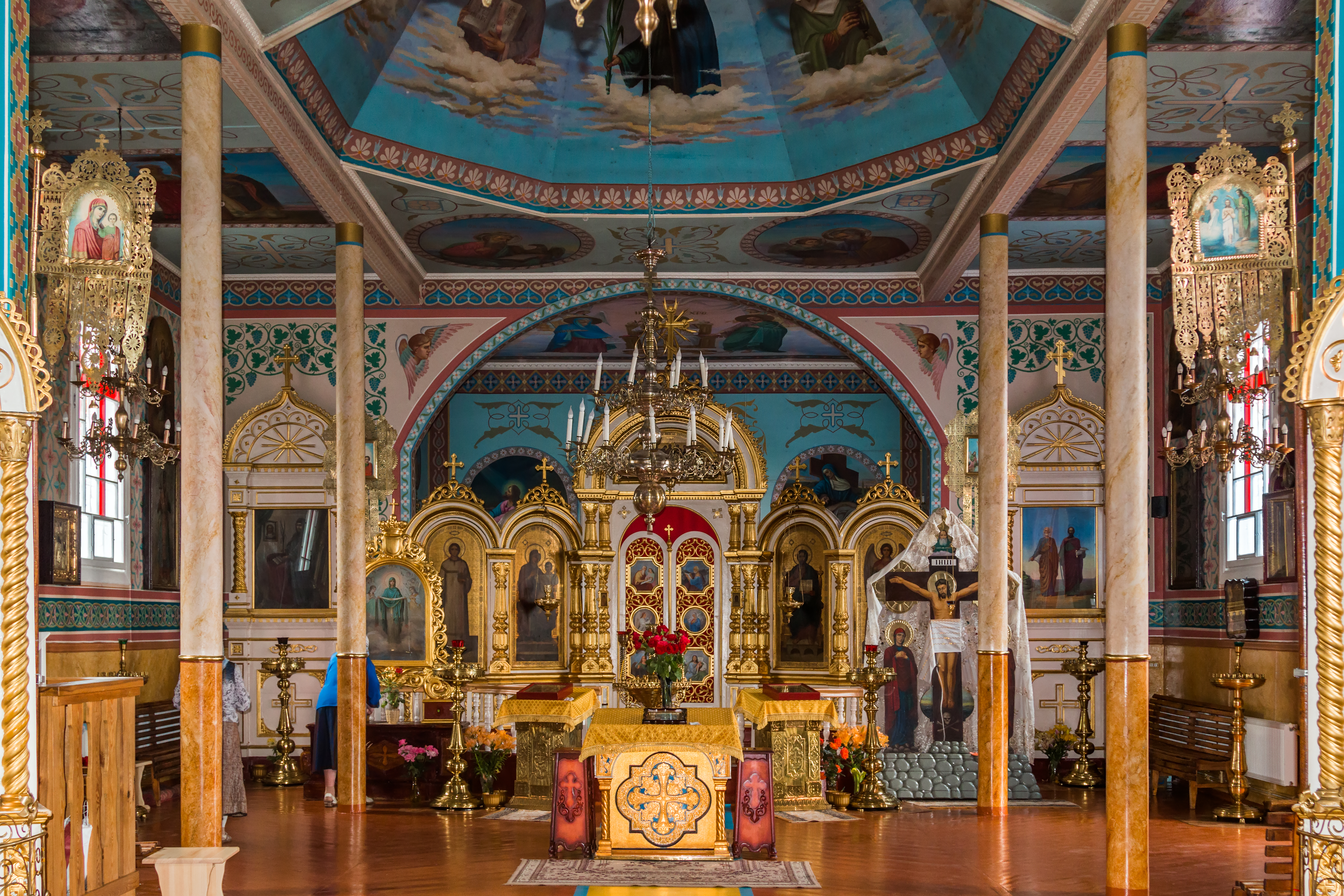
Wnętrze (2023)

Cerkiew Świętych Piotra i Pawła – prawosławna cerkiew parafialna w Kobryniu na Białorusi, w dekanacie kobryńskim eparchii brzeskiej i kobryńskiej Egzarchatu Białoruskiego Patriarchatu Moskiewskiego.

## Historia
Pierwsze wzmianki o świątyni pochodzą z 1465 r. Na początku mieściła się na placu targowym w centrum Kobrynia. Oznaczona w lustracji królewskiego rewizora Dymitra Sapiehy w 1563 r. Na początku XIX w. świątynię odwiedził Aleksander Suworow, jego siedziba znajdowała się w jej pobliżu. Od 1847 r. duchownym świątyni był Andriej M. Kulczycki (późniejszy biskup taszkencki i turkiestański). Z powodu awaryjnego stanu i zagrożenia zawaleniem świątynię zamknięto w 1857 r. W 1862 r. przebudowana została według projektu pomocnika architektonicznego Wendenbauma.
W 100. rocznicę śmierci Suworowa był plan, by zbudować na miejscu starej cerkwi nową murowaną, na którą zbierano darowizny od całego kraju. W związku z tym w 1912 r. starą cerkiew przeniesiono na cmentarz (obecną ulicę Pierwszomajową) i przebudowano. Do I wojny światowej wykopany był fundament nowej cerkwi i przygotowany materiał budowlany, ale w budowaniu świątyni przeszkodziła okupacja Kobrynia przez Niemcy w 1915 r.

## Architektura
Cerkiew (długość – 25 m, szerokość – 19,4 m, wysokość – 5,25 m) zbudowana została w stylu regionalnym, z drewna, orientowana, pomalowana kolorem niebieskim. Przed wejściem do świątyni znajduje się oszklony ganek z dwuspadowym dachem a nad wejściem fresk przedstawiający patronów cerkwi. Dzwonnica-wieża składa się z 3 części (dolna, która jest również przedsionkiem i środkowa są 4-boczne, górna – 8-boczna, zwieńczona złoconą cebulastą kopułą). Dach cerkwi jest dwuspadowy, blaszany i niebieski, nad nim osadzona jest jedna cebulasta złocona kopuła. Obiekt posiada także wejście boczne, apsydę z kopułą i trójspadowym dachem i dwie przybudówki. Okna są obramowane drewnem pomalowanym na biało.

## Wnętrze
We wnętrzu znajduje się drewniany, rzeźbiany ikonostas. Carskie wrota wykonane zostały na motyw splecionej winorośli wokół obrazów. Obrazy XVIII i XIX w. Matka Boża z Dzieciątkiem (kopia obrazu Beliniego) Spas Pantokrator, Michał Archanioł, Gabriel Archanioł, Mikołaj Cudotwórca, Żyrowicka Ikona Matki Bożej, Apostołowie Piotr i Paweł. Dziesięć obrazów na temat męki Chrystusa napisane w XVIII w. w stylu barokowym Pojmanie Chrystusa, Sąd Chrystusa u Piłata, Biczowanie Chrystusa, Cierniem Ukoronowanie Chrystusa, Noszenie Krzyża, Ukrzyżowanie i inne.